# Giovanni David

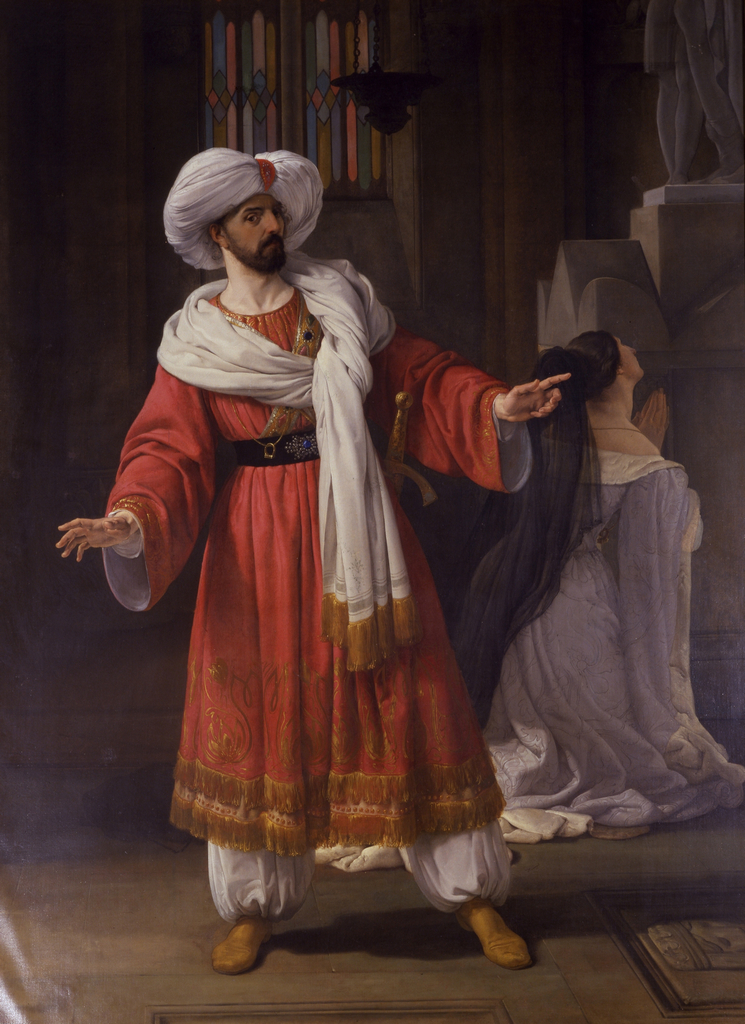
Giovanni David como Agobar en Gli arabi nelle Gallie de Pacini.

Giovanni David (Nápoles, 15 de octubre de 1790 - San Petersburgo, 1864) fue un tenor italiano, especializado en el repertorio rossiniano.

## Biografía
Su padre Giacomo, también tenor, fue su primer maestro. Con dieciocho años compartían escenario en la Adelaide di Guesclino de Mayr. Pronto seguiría su carrera por los teatros de Brescia, Padua, Turín, Milán o Nápoles.
En Milán interpretó el papel de Narciso de Il turco in Italia y, ya en Nápoles, cantó en los estrenos de Otello, Ricciardo e Zoraide, Ermione, La donna del lago y Zelmira.
Luego cantaría en otros papeles rossinianos, llegando incluso a interpretar el Otelo, pero ahora en el papel titular y no en el de Rodrigo que estrenase.
Moriría en San Petersburgo en 1864, donde se había ido a ejercer la dirección del teatro de ópera italiana.
Su voz era empleada por Rossini en contraposición a la de Nozzari. Aun siendo los dos tenores, la voz de David era de timbre más claro y brillante, con facilidad para el canto más elegiaco que heroico y con una enorme facilidad en el agudo y en las agilidades.